# Дібург
Дібург (нім. Dieburg) — місто в Німеччині, знаходиться в землі Гессен. Підпорядковується адміністративному округу Дармштадт. Входить до складу району Дармштадт-Дібург.
Площа — 23,11 км2. Населення становить 15 537 ос. (станом на 31 грудня 2020).